# Jean-Christophe Thomas
Jean-Christophe Thomas (Châlons-sur-Marne, 16 ottobre 1964) è un ex calciatore francese, di ruolo centrocampista.

## Carriera
Nella sua carriera ha giocato per Sochaux, Olympique Marsiglia, con cui ha vinto la UEFA Champions League 1992-1993, Rennes e Saint-Étienne

## Palmarès

### Club

#### Competizioni nazionali
- Coppa Gambardella: 1

Sochaux: 1983

#### Competizioni internazionali
- UEFA Champions League: 1

Olympique Marsiglia: 1992-1993